# Dioon
Dioon is de botanische naam van een geslacht van palmvarens uit de familie Zamiaceae. Er zijn achttien geaccepteerde soorten. Deze komen voor in Mexico en Centraal-Amerika.

## Soorten
- Dioon angustifolium Miq.
- Dioon argenteum T.J.Greg., Chemnick, Salas-Mor. & Vovides
- Dioon califanoi De Luca & Sabato
- Dioon caputoi De Luca, Sabato & Vázq.Torres
- Dioon edule Lindl.
- Dioon holmgrenii De Luca, Sabato & Vázq.Torres
- Dioon merolae De Luca, Sabato & Vázq.Torres
- Dioon oaxacensis Gut.Ortega, Pérez-Farr. & Vovides
- Dioon pectinatum Mast.
- Dioon planifolium Salas-Mor., Chemnick & T.J.Greg.
- Dioon purpusii Rose
- Dioon rzedowskii De Luca, A.Moretti, Sabato & Vázq.Torres
- Dioon salas-moralesiae Gut.Ortega & Pérez-Farr.
- Dioon sonorense (De Luca, Sabato & Vázq.Torres) Chemnick, T.J.Greg. & Salas-Mor.
- Dioon spinulosum Dyer ex Eichl.
- Dioon stevensonii Nic.-Mor. & Vovides
- Dioon tomasellii De Luca, Sabato & Vázq.Torres
- Dioon vovidesii Gut.Ortega & Pérez-Farr.